# Solieria arrata
Solieria arrata là một loài ruồi trong họ Tachinidae.